# 1349 Bechuana
Bechuana (asteróide 1349) é um asteróide da cintura principal, a 2,5351541 UA. Possui uma excentricidade de 0,1580846 e um período orbital de 1 908,54 dias (5,23 anos).
Bechuana tem uma velocidade orbital média de 17,16424878 km/s e uma inclinação de 10,05614º.
Esse asteróide foi descoberto em 13 de Junho de 1934 por Cyril Jackson.